# 書斎の聖アウグスティヌス (ボッティチェッリ、オニッサンティ教会)
『書斎の聖アウグスティヌス』（しょさいのせいアウグスティヌス、伊: Sant'Agostino nello studio, 英: Saint Augustine in His Study）は、イタリアのルネサンス期の巨匠サンドロ・ボッティチェッリが1480年に制作した絵画である。フレスコ画。キリスト教の聖人の聖アウグスティヌスの有名な逸話を主題としており、フィレンツェのオニッサンティ教会の聖歌隊席入口の壁を飾るために制作された。ドメニコ・ギルランダイオの『書斎の聖ヒエロニムス』（San Girolamo nello studio）の対作品。現在もオニッサンティ教会に所蔵されている。またウフィツィ美術館に同主題の異なるバージョンが所蔵されている。

## 主題
あるとき、聖アウグスティヌスは遠方の地にいる聖ヒエロニムスに手紙を書いていた。手紙の目的はスルピキウス・セウェルスに依頼された三位一体の論考に関する意見を聖ヒエロニムスに尋ねることであった。ちょうどそのとき、遠くの地にいた聖ヒエロニムスは死の床にあり、息を引き取ろうとしていた。すでに時刻は日没を過ぎ、聖アウグスティヌスは暗い部屋の中で手紙の冒頭の挨拶を書き終えた。すると部屋に大きな光が現れ、芳香が漂い、聖ヒエロニムスの声が聴こえてきた。「アウグスティヌスよ、あなたが今考えていることは、大海のすべての水を小さな小瓶に入れるようなものだ。そのような小さな器では到底計りきれないものを、あなたは計ろうとしているのですよ」。

## 制作背景
| ドメニコ・ギルランダイオの『書斎の聖ヒエロニムス』とボッティチェッリの『書斎の聖アウグスティヌス』。 |  | ドメニコ・ギルランダイオの『書斎の聖ヒエロニムス』とボッティチェッリの『書斎の聖アウグスティヌス』。 |
| ドメニコ・ギルランダイオの『書斎の聖ヒエロニムス』とボッティチェッリの『書斎の聖アウグスティヌス』。 |  | |

ボッティチェッリはオニッサンティ教会があるボルゴ・オニッサンティ通り（Via Borgo Ognissanti）の家に生まれた。1464年、ボッティチェッリの父はすぐ近くのヌオーヴァ通り（Via Nuova, 現在のポルチェッラーナ通り）に新しい家を購入した。ボッティチェッリは1470年にこの家を引き継ぎ、残りの人生をここで過ごし、オニッサンティ教会に埋葬されることになっていた。この通りに住んだ有名なヴェスプッチ家は、メディチ家の親しい同盟者であり、アメリカ大陸の名前の由来となったアメリゴ・ヴェスプッチを輩出し、ボッティチェッリの後援者になった。
この作品はヴェスプッチ家、おそらくボッティチェッリの隣人であったアメリゴの父の公証人ナスターリオ（Nastaglio）と兄弟ジョルジョ・アントニオ（Giorgio Antonio）からの依頼で制作された。他の誰か（おそらく教会を運営する修道会）が聖アウグスティヌスと向かい合う聖ヒエロニムスのフレスコ画の制作をドメニコ・ギルランダイオに委託した。他の場合と同様に、こうした直接的な競作は「ボッティチェッリにとって常に全力を尽くすよう誘うものであった」。この作品はボッティチェッリの現存する最古のフレスコ画であり、イギリスの美術史家ロナルド・ライトボウによって彼の最高傑作と見なされている。両聖人は書斎で何かを書いている姿で示された。どちらも研究する教会博士を描いており、彼らが学者でありルネサンス期の人文主義の先駆者であることを示す多くの品々が描かれている。現在は失われているが、メディチ家のコレクションにはヤン・ファン・エイク作と言われる「書斎の聖ヒエロニムス」を描いた小さな絵画があったことが知られている。この作品はおそらく両者のフレスコ画に影響を与えた。

## 作品
ボッティチェッリは書斎で瞑想する聖アウグスティヌスの姿を描いている。書斎にいた聖アウグスティヌスは、何事かを感じ取ってペンを置き、右手を謙虚な身振りで胸に当てながら、上方を見上げている。聖人の頭部は神秘的な光で照らされ、その額は緊張によるしわが刻まれている。画面右上には時計があり、その針はXXIVとIの間を指している。XXIVは日没の時間であり、ボッティチェッリはこの時計を用いて聖アウグスティヌスが日没の時間に自分の書斎にいることを示している。この特殊な細部は本作品が単純な聖人画ではなく、聖人の特定のエピソードを描いていることをほのめかしている。そのエピソードとは聖ヒエロニムスへの手紙を書いているときに起きた幻視であり、このように解釈することによって聖アウグスティヌスの身振りに理由があることが理解される。すなわち聖アウグスティヌスは聖ヒエロニムスの幻影が現れたため、謙虚な身振りとともに上方を見上げているのである。また聖人の額に照射される光は聖ヒエロニムスの啓示を具象化している。
画面中央には司教冠が置かれ、書見台の上には渾天儀が置かれている。上方の棚には貴重な書物が並べられているが、右端の書物のみ開かれた状態で置かれている。画面中央上部に見える紋章はヴェスプッチ家の紋章である。 一方の『書斎の聖ヒエロニムス』には同様の紋章は描かれていない。
画面右上に置かれた開かれている書物には文章が記され、幾何学的な図形が描かれている。記された文章のほとんどは判読できないが、その中に「マリアーノ修道士はどこにおられる？」「ちょっとお出かけになっておられます」「どこへ？」「プラート門の町の外におられます」という、2人の修道士の会話が挿入されている。これはおそらく教会を運営していた修道会であるウミリアーティの1人の逸脱した行為を指していると考えられる。2人の聖人に比べて当時の修道会は聖書の研究や瞑想に熱心ではなかったらしく、ボッティチェッリはこの会話を描きこむことで彼らを揶揄したと考えられている。

## 評価
本作品の力強い聖人像はアンドレア・デル・カスターニョの影響とされるが、同時に1487年のパッツィ家の陰謀後のボッティチェッリの人物像に見られる、精神的危機による緊張が表れていると考えられている。翌1481年、ボッティチェッリはシスティーナ礼拝堂の装飾事業のためローマに招聘された画家の1人に選ばれているため、本作品はボッティチェッリに大きな名声を与えたと考えられている。
ボッティチェッリの聖アウグスティヌスとギルランダイオの聖ヒエロニムスを比較したとき、後者が一定の型にただ従ったものであるのに対して、ボッティチェッリはそれを卓越した手法で解放し、聖アウグスティヌスの物語を描いたものへと発展させている。

## 来歴
両作品はオニッサンティ教会の珍しい場所にあった聖歌隊席の入口の壁を飾るために制作された。1564年から1566年にかけて聖歌隊席が取り壊された際に、壁から切り離されて身廊に移された。1966年のアルノ川の洪水でわずかに被害を受けた後、教会の食堂に移された。最初の移動で碑文のある額縁の一部が失われ、ギルランダイオの聖ヒエロニムスの額縁はすべて失われた。

## ギャラリー

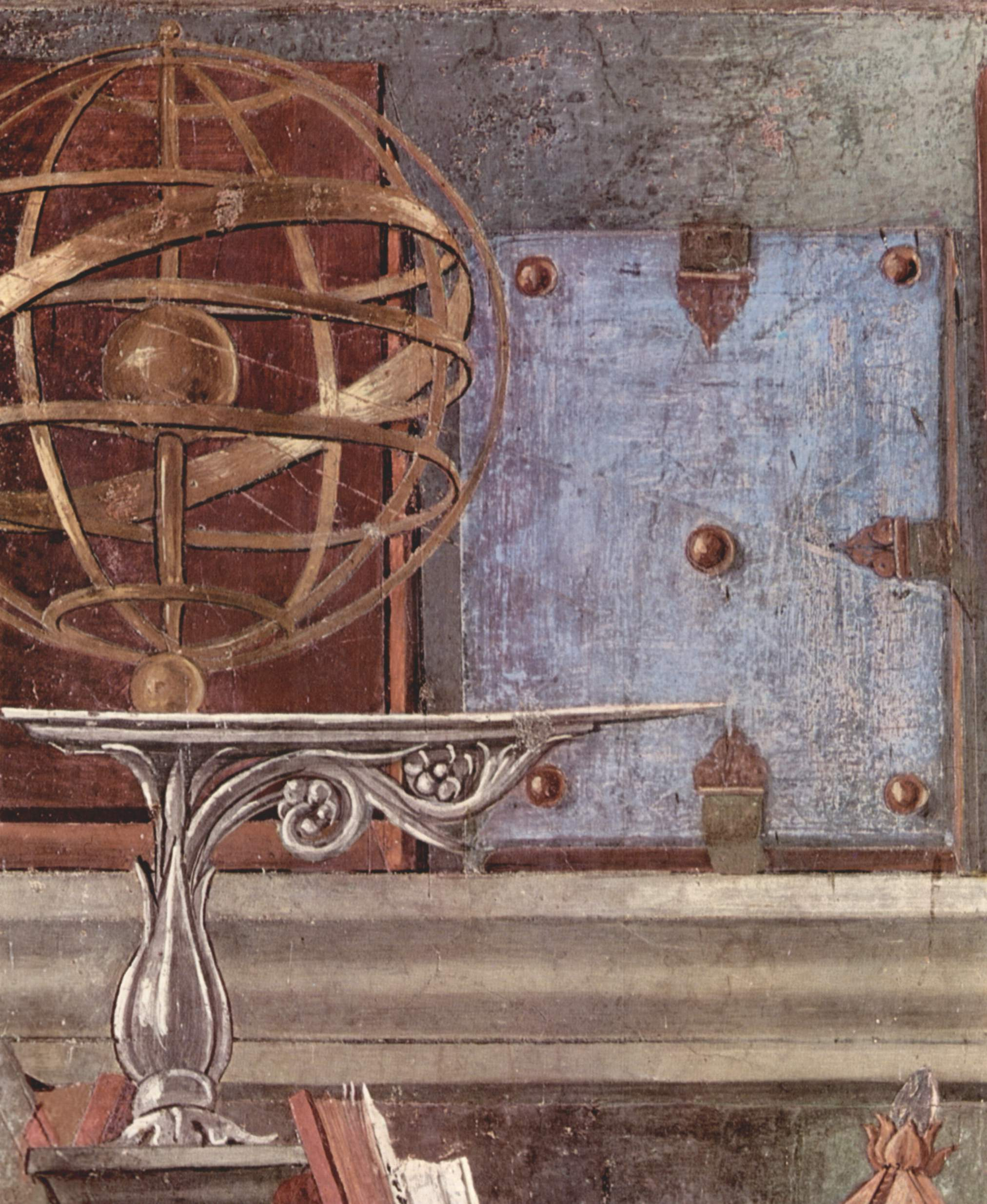
天球儀と棚に並べられた書物（ディテール）
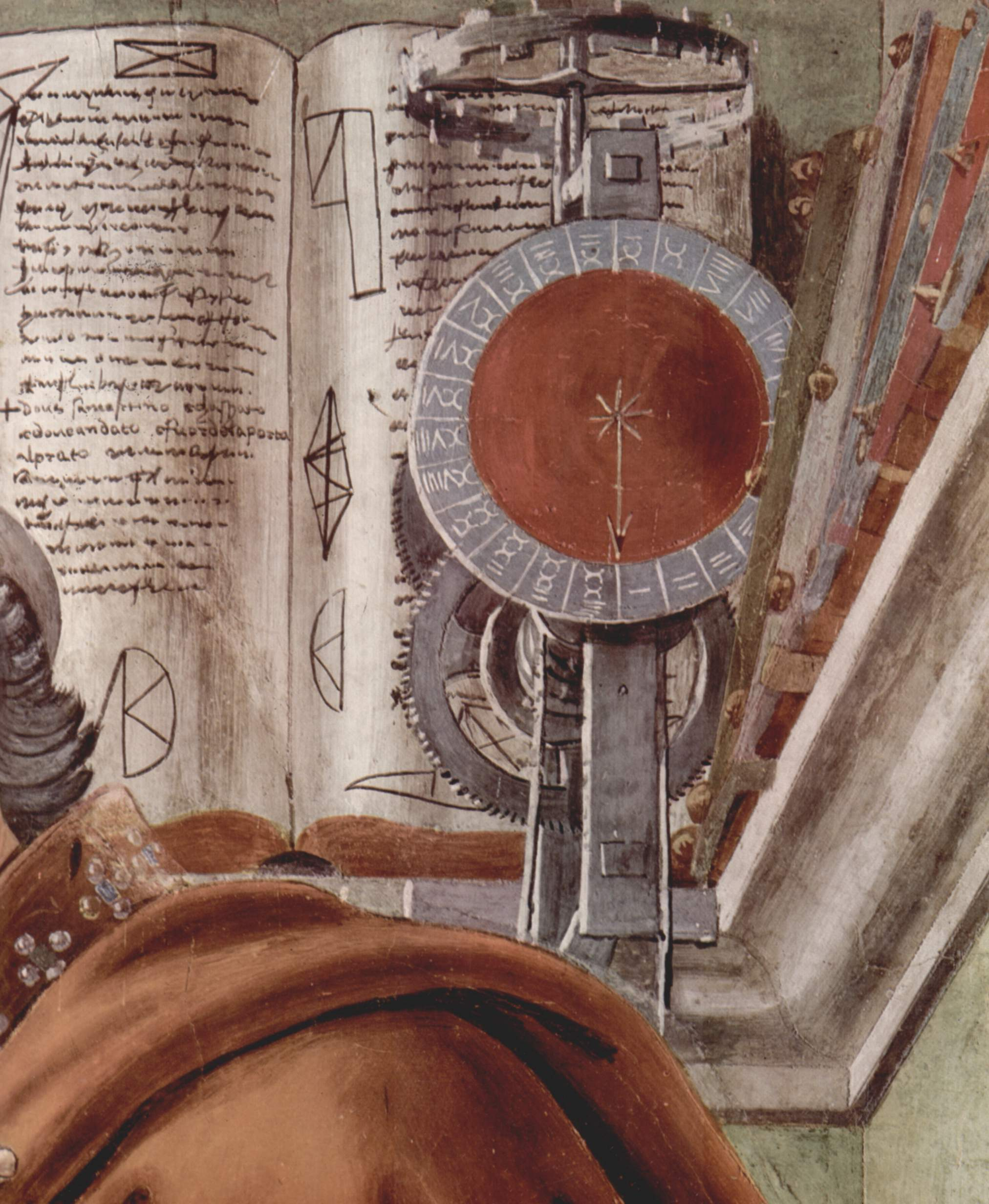
聖人の頭上の時計。針はXXIVとIの間を指している（ディテール）
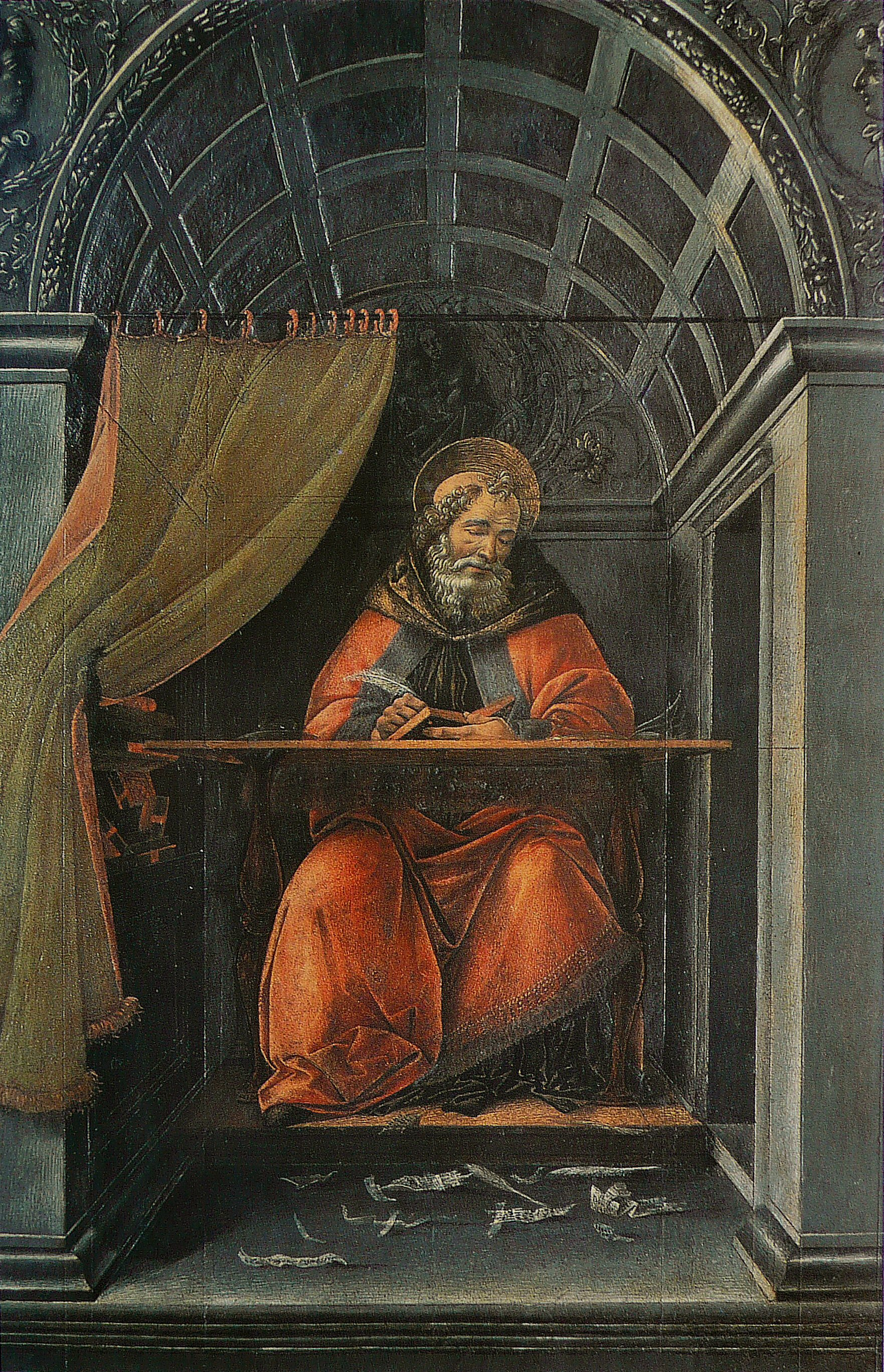
『書斎の聖アウグスティヌス』1490年と1494年の間 ウフィツィ美術館所蔵

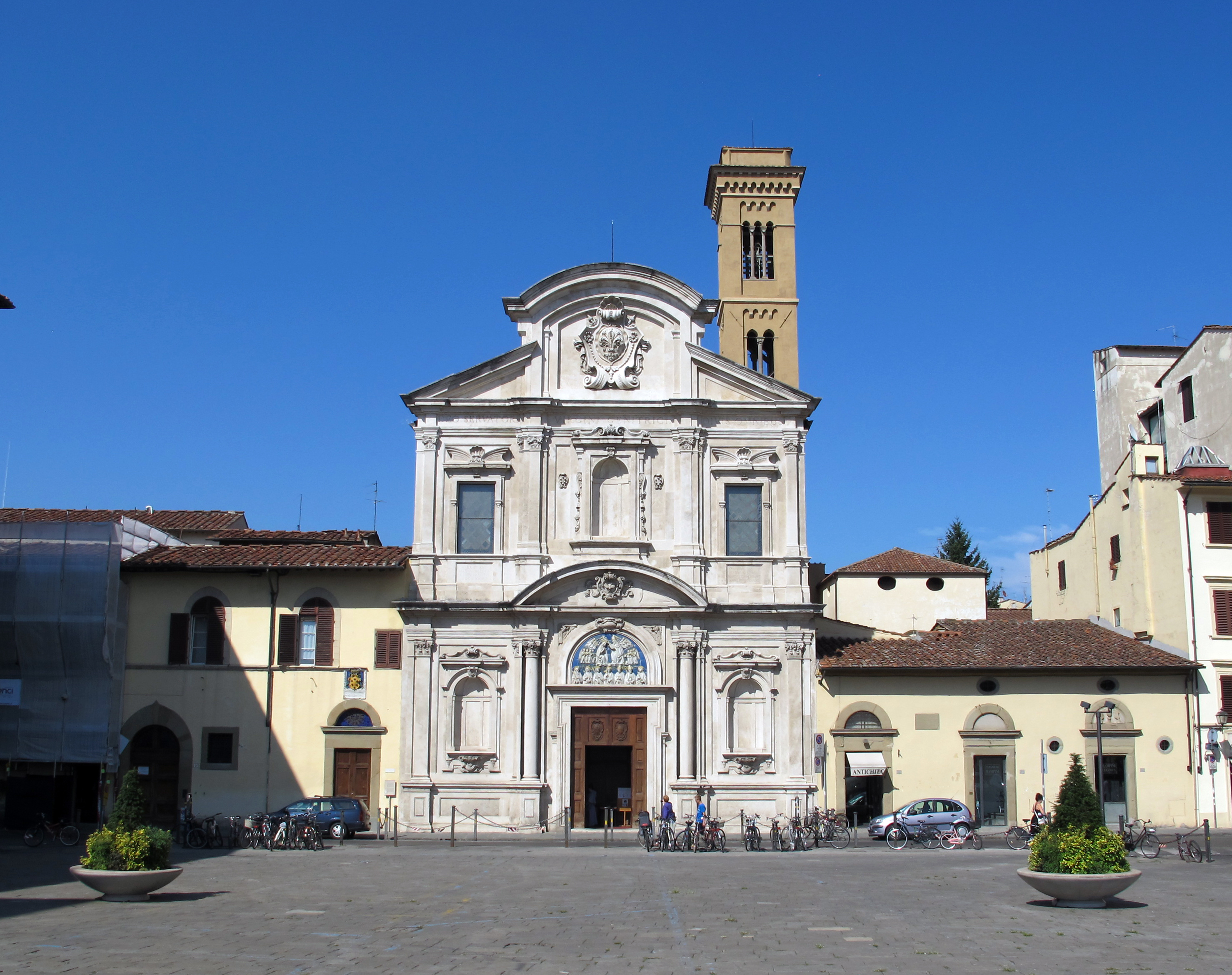
オニッサンティ教会（英語版）のファサード
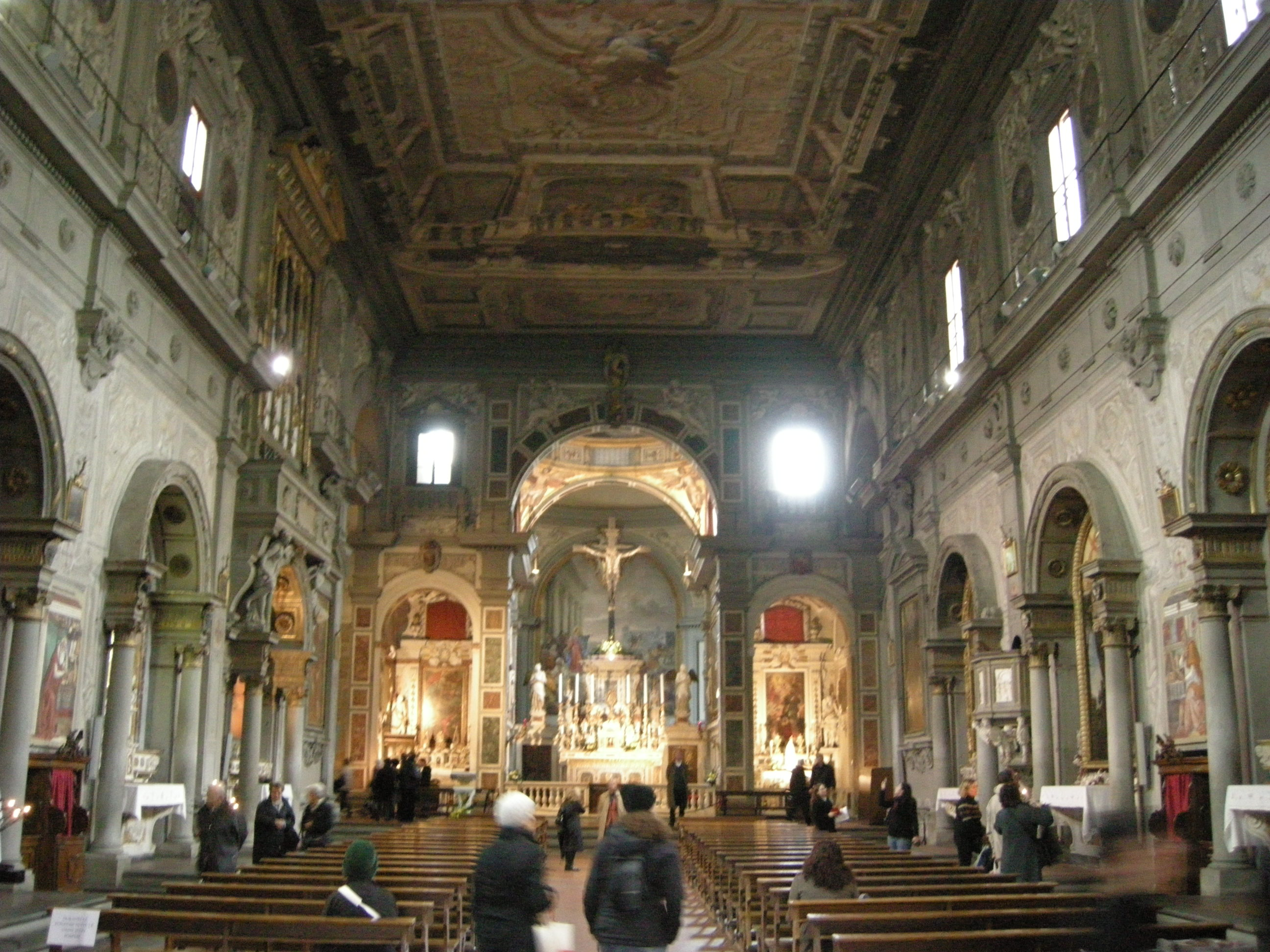
教会内装。左右の身廊にボッティチェッリとギルランダイオの作品が展示されている
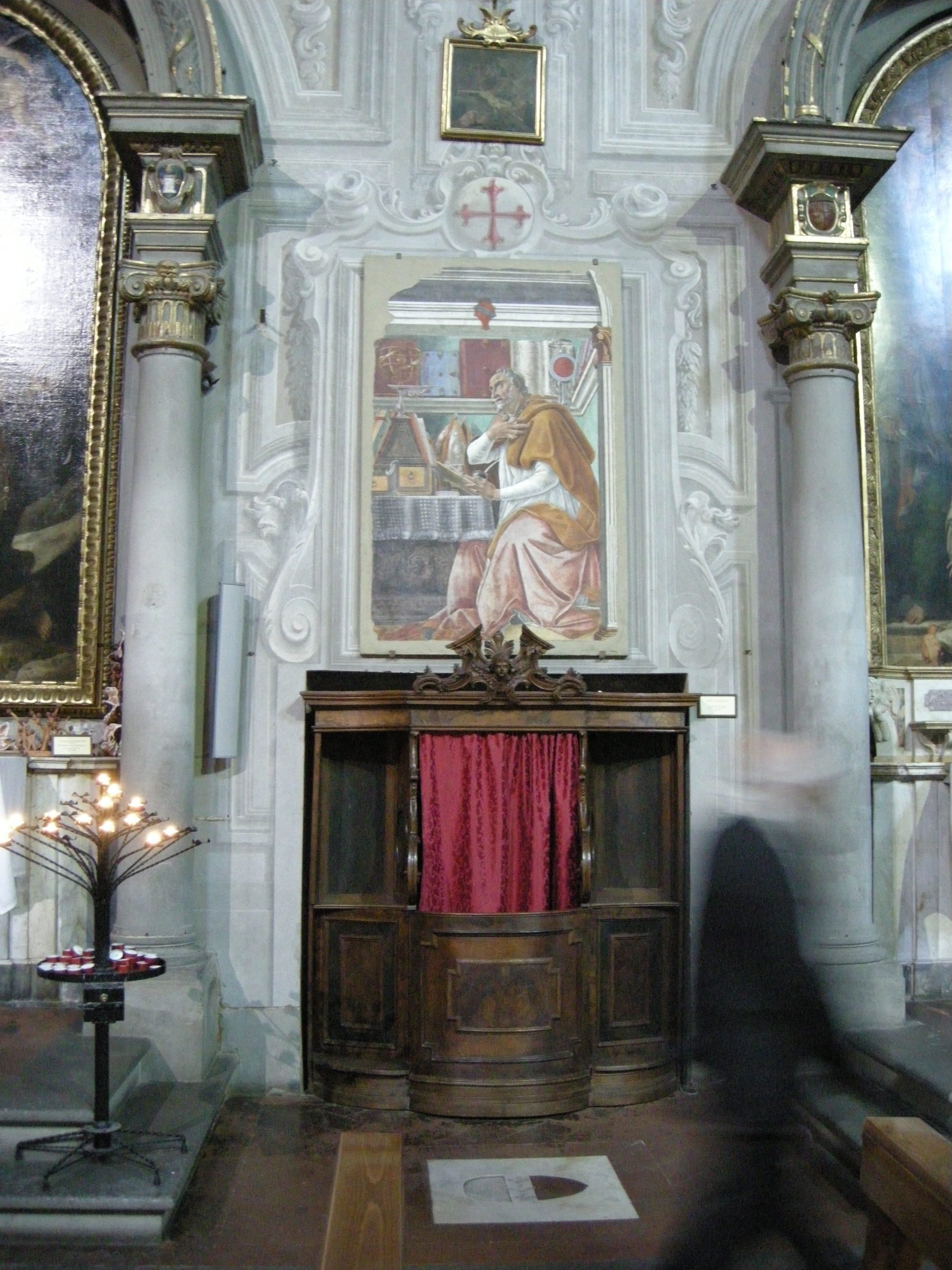
現在の展示